# Елізабеттаун (переписна місцевість, Нью-Йорк)
Елізабеттаун (англ. Elizabethtown) — переписна місцевість (CDP) в США, в окрузі Ессекс штату Нью-Йорк. Населення — 746 осіб (2020).

## Географія
Елізабеттаун розташований за координатами 44°13′34″ пн. ш. 73°35′20″ зх. д. / 44.22611° пн. ш. 73.58889° зх. д. (44.226239, -73.588901).  За даними Бюро перепису населення США в 2010 році переписна місцевість мала площу 8,58 км², з яких 8,57 км² — суходіл та 0,01 км² — водойми.

## Демографія
Згідно з переписом 2010 року, у переписній місцевості мешкали 754 особи в 331 домогосподарстві у складі 178 родин. Густота населення становила 88 осіб/км².  Було 404 помешкання (47/км²).
Расовий склад населення:
| - 96,4 % — білих - 0,5 % — чорних або афроамериканців - 0,4 % — вихідців з тихоокеанських островів - 0,4 % — азіатів |

До двох чи більше рас належало 1,9 %. Частка іспаномовних становила 0,3 % від усіх жителів.
За віковим діапазоном населення розподілялося таким чином: 14,2 % — особи молодші 18 років, 52,5 % — особи у віці 18—64 років, 33,3 % — особи у віці 65 років та старші. Медіана віку мешканця становила 54,1 року. На 100 осіб жіночої статі у переписній місцевості припадало 87,1 чоловіків;  на 100 жінок у віці від 18 років та старших — 80,2 чоловіків також старших 18 років.
Середній дохід на одне домашнє господарство  становив 59 606 доларів США (медіана — 50 438), а середній дохід на одну сім'ю — 72 439 доларів (медіана — 80 000). Медіана доходів становила 34 667 доларів для чоловіків та 34 205 доларів для жінок. За межею бідності перебувало 12,1 % осіб, у тому числі 11,7 % дітей у віці до 18 років та 3,5 % осіб у віці 65 років та старших.
Цивільне працевлаштоване населення становило 364 особи. Основні галузі зайнятості: освіта, охорона здоров'я та соціальна допомога — 34,3 %, публічна адміністрація — 13,5 %, роздрібна торгівля — 10,4 %, науковці, спеціалісти, менеджери — 7,4 %.